# Dasychaeta lateralis
Dasychaeta lateralis is een keversoort uit de familie Glaphyridae. De wetenschappelijke naam van de soort is voor het eerst geldig gepubliceerd in 1847 door Erichson.